# Stat (Unix)
stat() è una chiamata di sistema Unix che restituisce dati utili sull'inode di un file. La semantica della chiamata stat() varia fra i diversi sistemi operativi.
Il comando Unix ls la utilizza per raccogliere varie informazioni, tra le quali:
- mtime: orario dell'ultima modifica (ls -l)
- ctime: orario dell'ultimo cambiamento di stato (ls -lc)
- atime: orario dell'ultimo accesso (ls -lu)

## La funzione stat() e la struttura stat
Lo standard POSIX dichiara nel file di libreria sys/stat.h la funzione stat():
```
 
int
 
stat
 
(
const
 
char
 
*
filename
,
 
struct
 
stat
 
*
buf
);

```

Definisce inoltre la struttura dati struct stat, contenente i seguenti attributi:
```
 
dev_t
       
st_dev
;
     
/* ID del dispositivo contenente file */
 

 
ino_t
       
st_ino
;
     
/* numero dell'inode */
 

 
mode_t
      
st_mode
;
    
/* protezione */
 

 
nlink_t
     
st_nlink
;
   
/* numero di hard links */
 

 
uid_t
       
st_uid
;
     
/* user ID del proprietario */
 

 
gid_t
       
st_gid
;
     
/* group ID del proprietario */
 

 
dev_t
       
st_rdev
;
    
/* ID del dispositivo (se il file speciale) */
 

 
off_t
       
st_size
;
    
/* dimensione totale, in byte */
 

 
blksize_t
   
st_blksize
;
 
/* dimensione dei blocchi di I/O del filesystem */
 

 
blkcnt_t
    
st_blocks
;
  
/* numero di blocchi assegnati */
 

 
time_t
      
st_atime
;
   
/* tempo dell'ultimo accesso */
 

 
time_t
      
st_mtime
;
   
/* tempo dell'ultima modifica */
 

 
time_t
      
st_ctime
;
   
/* tempo dell'ultimo cambiamento */

```

## Funzioni correlate

### lstat()
```
 
int
 
lstat
 
(
const
 
char
 
*
filename
,
 
struct
 
stat
 
*
buf
);

```

lstat() è una funzione di libreria che recupera lo stato di un file. È identica a stat(), eccetto quando il file è un collegamento simbolico: in tal caso, vengono restituite informazioni riguardo al link stesso e non il file a cui esso è collegato.

### fstat()
```
 
int
 
fstat
 
(
int
 
filedesc
,
 
struct
 
stat
 
*
buf
);

```

fstat() è una funzione di libreria che recupera lo stato di un file. È identica a stat(), tranne per il fatto di utilizzare un file descriptor al posto del nome per identificare il file.

## ctime, mtime, atime
Si noti che ctime non rappresenta la creazione del file, bensì la modifica all'inode del file.
Un'operazione di scrittura modifica mtime, ctime e atime. Un cambiamento di permessi dei file cambia ctime. La lettura di un file cambia atime.
Un file system montato con l'opzione noatime non aggiorna atime se vengono effettuate chiamate di lettura.
Un file system montato con l'opzione relatime prevede aggiornamenti solo se il valore precedente di atime è più vecchio rispetto a quello di mtime o ctime.
A differenza di atime e mtime, ctime non può essere impostato con la funzione utime(). L'unico modo per impostarlo su un valore arbitrario è cambiando l'orologio del sistema.